# Csókfalva
Csókfalva (románul Cioc) Hármasfalu (Trei Sate) településrésze Romániában Maros megyében. Az egykori Marosszék egyik jelentős települése, ma Székelyszentistvánnal és Atosfalvával összenőve alkotja Hármasfalu települést, amely közigazgatásilag Makfalvához tartozik.

## Nevének eredete
Neve valószínűleg a Csókafalva névváltozatból rövidült.

## Története
1332-ben Chakafalua néven említik először. A falu feletti Várdomb tetején egykor vár állott. 1910-ben 785 magyar lakosa volt. A trianoni békeszerződésig Maros-Torda vármegye Nyárádszeredai járásához tartozott.

## Látnivalók
- Unitárius temploma 1792 és 1798 között épült.
- Református temploma az unitáriusokkal egy telken 1806-ban épült, de tornya már 1792-98 között felépült.
- A katolikusoknak egy, a 19. század közepén épült kis kápolnájuk van.

## Képgaléria
- Képek Csókfalváról a www.erdely-szep.hu honlapon